# V.B. 5
Die norwegische Dampflokomotivbaureihe V.B. 5 wurde 1910 als Einzelstück von der Sächsischen Maschinenfabrik von Richard Hartmann in Chemnitz-Schloßchemnitz, Deutschland, mit der Fabriknummer 3405 für die Valdresbane gebaut.

## Geschichte
Die am 27. September 1909 bestellte Nassdampf-Verbundlokomotive erhielt nach der Lieferung im Juni 1910 die laufende Nummer 5 sowie den Namen JOTUNHEIMEN.

## Einsatz bei Norges Statsbaner
Mit dem Auslaufen der Konzession für die private Valdresbane am 1. Juli 1937 erfolgte die Übernahme der gesamten Valdresbane sowie der Lokomotive durch Norges Statsbaner. Dort erhielt sie die neue Baureihenbezeichnung NSB 51a sowie die neue Betriebsnummer 21. Ihr Einsatz erfolgte im Distrikt Oslo, wo sie bis zur Ausmusterung am 24. August 1953 verblieb. Nach der Ausmusterung wurde die Lok verschrottet.